# Seebataillon

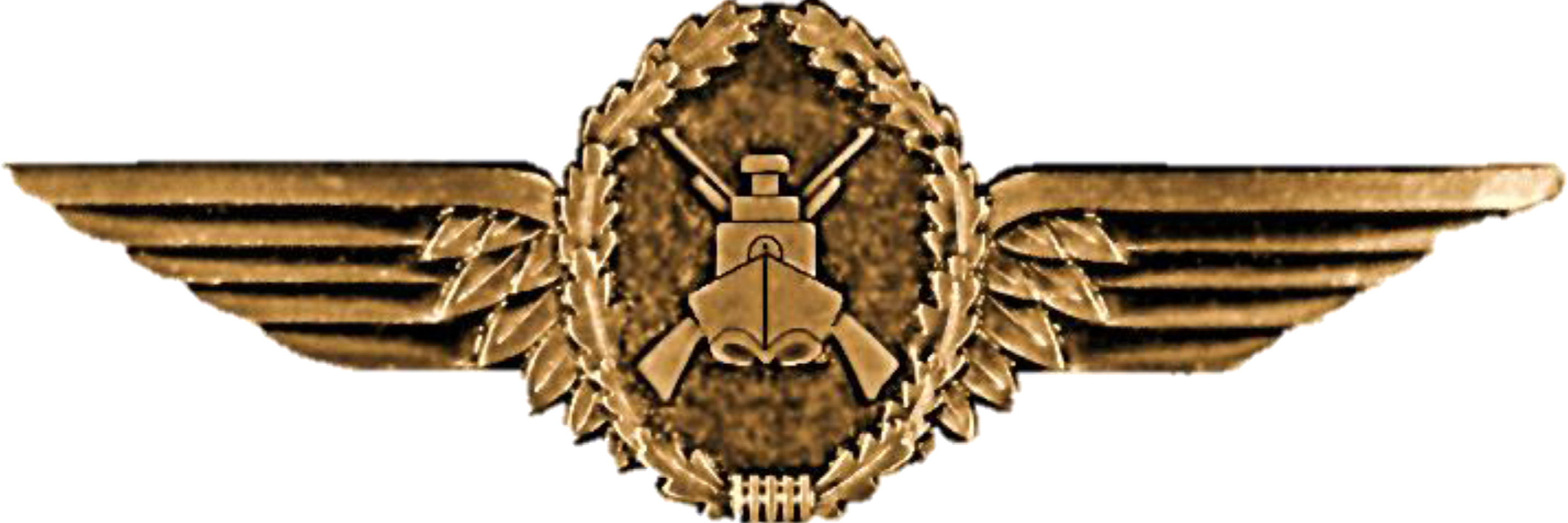
Sonderabzeichen der Bundeswehr Bordeinsatzkräfte Marine, gold, Metall

Das Seebataillon (SeeBtl) ist ein Verband der Deutschen Marine der Bundeswehr in Schleswig-Holstein. Es bildet zusammen mit dem Kommando Spezialkräfte der Marine die Marineinfanterie der Bundeswehr und untersteht der Einsatzflottille 1 in Kiel. Das Seebataillon hat seinen Standort in Eckernförde in der Preußer-Kaserne; Teile sind im Marinestützpunkt Eckernförde und der Hugo-Junkers-Kaserne in Alt Duvenstedt untergebracht. Die Soldaten des Seebataillons tragen als Kopfbedeckung das marineblaue Barett mit gekreuzten Karabinern vor einem klaren Anker in Gold.

## Aufgaben
Das Seebataillon schützt und unterstützt mit spezialisierten Kräften die Einheiten der Bundeswehr und verbündeter Streitkräfte, deren Einrichtungen und zugewiesener Objekte, so auch Handelsschiffe, Off-Shore-Einrichtungen und maritime Infrastruktur gegen Angriffe regulärer und insbesondere asymmetrischer Kräfte an Land, in Häfen, Reeden, küstennahen Gewässern und Flussabschnitten in und außerhalb Deutschlands sowie auf hoher See. Dazu gehören im Einzelnen der
1. Schutz von Seewegen, Schiffen, Häfen und operativ bedeutsamen Positionen
2. Hilfs-, Rettungs- und Evakuierungseinsätze
3. Bekämpfung von Kampfmitteln unter Wasser und an Land
4. Schutz gegen terroristische Angriffe
5. Kampf gegen Piraterie

Die Aufgaben und damit einhergehend die Organisationsstruktur (siehe weiter unten) werden derzeit als Folge der sogenannten "Zeitenwende" überarbeitet. Die Umsetzung der Anpassungen soll 2026 beginnen.

## Geschichte

### Seebataillone der Preußischen Marine, des Norddeutschen Bundes und der Kaiserlichen Marine
Zur Geschichte des Seebataillons der Preußischen Marine, des Norddeutschen Bundes und der Kaiserlichen Marine, welches ab 1867 bestand und später in mehrere Bataillone aufgeteilt wurde, siehe dort.

### Seebataillon der Bundesmarine

#### Geschichte
Die Bundesmarine stellte am 1. April 1958 ein Marinepionierbataillon in Wilhelmshaven-Sengwarden auf, das zunächst dem Kommando der Zerstörer unterstellt war. Dieses Bataillon wurde am 10. Oktober 1958 der neu aufgestellten Amphibischen Gruppe unterstellt und 1959 in Seebataillon umbenannt. Es gliederte sich in eine Stabskompanie, eine Strandmeisterkompanie, eine Strandpionierkompanie und eine Bootskompanie.
Das Seebataillon wurde am 1. Juli 1961 nach Borkum verlegt. Am 31. Dezember 1964 wurde das Seebataillon hier aufgelöst.

#### Bataillonskommandeure
- Kapitänleutnant Herbert Semler: von April 1958 bis Mai 1960 mit der Wahrnehmung der Geschäfte beauftragt
- Fregattenkapitän Heinz Schomburg: von Juni 1960 bis Oktober 1961
- Kapitänleutnant Hagen von Holtzendorff: von Oktober 1961 bis Dezember 1961 mit der Wahrnehmung der Geschäfte beauftragt
- Fregattenkapitän Johann Janssen: von Dezember 1961 bis November 1963, ehemaliger Kommandeur des 2. Landungsgeschwaders und später Kommandeur der Amphibischen Gruppe
- Fregattenkapitän Hubertus Purkhold: von Dezember 1963 bis September 1964, anschließend Kommandeur des Amphibischen Transport-Bataillon 2
- Korvettenkapitän Günter Pest: von Oktober 1964 bis Dezember 1964 mit der Wahrnehmung der Geschäfte beauftragt

### Vorgeschichte zum Seebataillon der Deutschen Marine
Die meisten Aufgaben des Ende 1964 aufgelösten Seebataillons übernahm die eigenständige Strandmeisterkompanie, bis auch letztere 1993 außer Dienst gestellt wurde.
Vom 30. Dezember 1988 bis 30. September 1990 wurde wieder ein Seebataillon im Rahmen eines Truppenversuches für kurze Zeit aufgestellt. Es bestand in dieser Zeit aus der Strandmeisterkompanie und der Kampfschwimmerkompanie.
In den 1990er Jahren wurden aus den Reihen der Marinesicherungstruppen sogenannte Boarding-Teams gebildet. Ihr Auftrag war u. a. die Kontrolle von zivilen Frachtschiffen auf Konterbande im Rahmen von UN-Embargoeinsätzen. Dazu wurden sie per Speedboat oder Hubschrauber (mittels Fast-Roping, also das Abseilen an einem speziellen Seil von bis zu 18 Meter Länge) abgesetzt. Ab dem Jahr 2000 sollten die Marinesicherungstruppen bis auf eine Boarding-Einheit ganz abgeschafft werden, weil die Sicherungsaufgabe als territoriale Aufgabe der Streitkräftebasis übertragen werden sollte.
Dieser Plan wurde nach den Terroranschlägen am 11. September 2001 revidiert. Die Marine verfügte danach über eine aus zwei Bataillonen bestehende infanteristische Landkomponente, den Spezialisierten Einsatzkräften Marine (SEKM) und den Marineschutzkräften (MSK).
Beide Bataillone gehörten zur im Sommer 2006 neu aufgestellten Einsatzflottille 1. Zu den SEKM gehörten Kampfschwimmer, Minentaucher und Boardingkräfte, während die MSK die Aufgabe hatten, Marineanlagen im Inland und im Einsatzland zu schützen.

### Seebataillon der Deutschen Marine
Im Zuge der Neuausrichtung der Bundeswehr erfolgte zum 1. April 2014 wieder die Aufstellung eines etwa 800 Mann starken Seebataillons. Zu diesem Zeitpunkt bestand es aus den bisherigen Marineschutzkräften, einer Boardingkompanie und den Minentauchern der Deutschen Marine. Die Kampfschwimmer wurden gleichzeitig in das neu aufgestellte Kommando Spezialkräfte der Marine (KSM) eingegliedert.
Das Seebataillon gliederte sich in eine Bordeinsatzkompanie (SeeBtl BordEinsKp auch BEK), eine Küsteneinsatzkompanie (SeeBtl KüstenEinsKp auch KEK) und eine Minentaucherkompanie (SeeBtl MiTaKp). Hinzu kamen eine Aufklärungskompanie (SeeBtl AufklKp) und eine Unterstützungskompanie (SeeBtl UstgKp). Dazu wurde ein Ausbildungszentrum (SeeBtl AusbZ) ergänzt, das die Ausbildung im Verband konzentrierte.
Im Rahmen eines Kooperationsprojekts mit der niederländischen Marine entwickelt das Seebataillon zusammen mit dieser, dort vor allem dem Korps Mariniers, bis heute eine vertiefte Kooperation. 2016 unterzeichneten Deutschland und die Niederlande eine Absichtserklärung zur schrittweisen Integration des Seebataillons der Deutschen Marine in das Korps Mariniers – die niederländische Marineinfanterie. Personal des Seebataillons wird aber vorerst nicht in die Niederlande verlegt. Im Zuge dieser maritimen Kooperation erhielt die Deutsche Marine ein Mitnutzungsrecht an dem Mehrzweckversorgungsschiff Karel Doorman.
Im Rahmen des geplanten Personalaufwuchses der Bundeswehr wurde eine zweite Bordeinsatzkompanie im Seebataillon aufgestellt. Daher erhielten die beiden Kompanien die Zusätze 1 und 2 (BEK 1 und BEK 2). Diese sollen die durch Einsätze stark belasteten Bordeinsatzsoldaten entlasten und zugleich zukünftig die Fregatten der neuen Klasse F125 mit Personal unterstützen. Die Bordeinsatzkompanie 2 (BEK 2) wurde am 5. Oktober 2017 auf Befehl und im Beisein des stellvertretenden Inspekteurs der Marine und Befehlshaber der Flotte und Unterstützungskräfte, Vizeadmiral Rainer Brinkmann, in Dienst gestellt.
Am 1. April 2019 wurde die Ausbildungskompanie 1 in Alt Duvenstedt neu aufgestellt und hat den Auftrag, die zukünftigen Marineinfanteristen nach der Grundausbildung auf die Fachaufgaben vorzubereiten. Am 24. September wurde dann die Ausbildungskompanie 2 im Marinestützpunkt Eckernförde neu aufgestellt und das Ausbildungszentrum aufgelöst. Die Ausbildungskompanie 2 ist für die Ausbildung der Minentaucher, der Sprenghelfer und der taktischen Bootseinsatzkräfte der Marine verantwortlich.
Mit der insgesamt dritten Neuaufstellung einer Kompanie nach Aufstellung des Seebataillons am 1. April 2014 ist das Seebataillon damit auf eine Stärke von rund 1100 Soldaten aufgewachsen.
Neben „scharfen“ Einsätzen übt das Seebataillon auch regelmäßig international, so an der Großübung Talisman Sabre 2023. Vom 14. Juli bis zum 8. August stellte die Küsteneinsatzkompanie dabei einen Zug Marineinfanteristen, welche in die 31st Marine Expeditionary Unit integriert wurden. Hauptschwerpunkt der Übung bildete der Kampf der Verbundenen Waffen, Übung amphibischer Operationen sowie der Luft- und Seekrieg und die Führung internationaler Truppenverbände. Neben Talisman Sabre wurde in der Ostsee die Großübung Northern Coasts 2023 vom 9. bis zum 22. September abgehalten. Unter dem Kommando des DEU MARFOR in Rostock übten dabei 3.500 Soldaten aus 14 NATO-Staaten in der Ostsee sowie Lettland und Estland. In Zusammenarbeit mit der 26st Marine Expeditionary Unit und der italienischen Marineinfanterie wurde dabei erst der amphibische, später auch der Wald- und Häuserkampf geübt. Im Rahmen der NATO-Großübung Steadfast Defender verlegten Soldaten des Seebataillons zusammen mit dem Korps Mariniers in die Finnmark, Norwegen, um den Kampf im arktischen Raum zu trainieren. Nach einer gemeinsamen deutsch-niederländischen Landung, von der HNLMS Johann de Witt aus, auf der Insel Kvaløya verlegten die Marineinfanteristen und unterstützten das Gebirgsjägerbataillon 233 bei dessen Übungsoperation nahe Alta.
Auch im Rahmen des Host Nation Supports kommt das Seebataillon zum Einsatz, so im November 2024, als das Flaggschiff und einer der beiden Flugzeugträger der britischen Kriegsmarine "HMS Queen Elizabeth" vom 19. zum 25. November 2024 im Hamburger Hafen lag. Während die 1. Heimatschutzkompanie Hamburg dabei den landseitigen Schutz stellte, wurden durch das Seebataillon bzw. deren taktischen Einsatzeinheiten See die Seeseite kontrolliert. Der Besuch erfolgte nur knapp einen Monat nach der Unterzeichnung des Trinity-House-Agreement vom 23. Oktober 2024.
Zum 1. Januar 2025 wird die 2. Bordeinsatzkompanie (BEK), im Rahmen der Neuausrichtung auf die Landes- und Bündnisverteidigung, reorganisiert werden und sich auf militärische Evakuierungsoperationen (MilEvakOps) über den Seeweg spezialisieren.
Mitte Juni 2023 wurde weiterhin die Beschaffung für bis zu 15 "Off the Shelf" Mehrzweckkampfboote eingeleitet. Diese sollen besonders für amphibische und militärische Evakuierungsoperationen, Harbor Protection sowie Eskort- und Patrouillenmissionen genutzt werden. Anfangs sollen lediglich 4 Boote beschafft werden, der Vertrag soll neben der Lagerung, Ausbildung und technischer Unterstützung aber auch die Option auf 11 weitere Boote beinhalten. Aufgrund des "Off the Shelf"-Kriteriums sowie das die Boote bevorzugt bereits bei einer verbündeten bzw. NATO-Marine bereits in Verwendung sein sollte, ist davon auszugehen, dass es auf einen Zweikampf zwischen dem Combat Boat 90 (CB90) des schwedischen Herstellers Saab und dem Watercat M18 (Watercat M18 AMC) der finnischen Firma Marine Alutech hinauslaufen wird. Der Vertragsschluss sollte noch 2024 durchgeführt werden und das letzte Boot (der ersten Vier) 2027 ausgeliefert werden.
Der Inspekteur der Marine, Vizeadmiral Jan Christian Kaack, kündigte in seiner Rede während der Historisch Taktischen Tagung der Marine 2025 am 9. Januar 2025 an, dass die infanteristischen Kräfte der Marine auf den maritimen Jagdkampf ausgerichtet werden sollen.

## Einsatz
Das Seebataillon ist fortdauernd an den Einsätzen der Deutschen Marine beteiligt und als Verband unterstützend an den Einsätzen des Heeres und der Luftwaffe. Zusätzlich hält das Seebataillon ständig Kräfte zur Beteiligung an militärischen Evakuierungsoperationen bereit und bildet Kräfte hierfür aus.
Seit Aufstellung haben Soldaten des Verbands an nahezu allen Einsätzen der Bundeswehr teilgenommen, darunter:
- KFOR
- UNIFIL
- EUNAVFOR Mediterranean – Operation SOPHIA
- EUNAVFOR Somalia – Operation ATALANTA
- MINUSMA
- ISAF/RSM
- NATO Unterstützung Ägäis
- EUNAVFOR MED IRINI
- EUNAVFOR Aspides

## Kommandeure
| Nr. | Name                               | Beginn der Amtszeit | Ende der Amtszeit  |
| --- | ---------------------------------- | ------------------- | ------------------ |
| 5.  | Fregattenkapitän Mathias Müller    | 30. September 2024  | laufend            |
| 4.  | Fregattenkapitän Patrick Steinbach | 27. September 2022  | 30. September 2024 |
| 3.  | Fregattenkapitän Norman Bronsch    | 26. September 2019  | 27. September 2022 |
| 2.  | Fregattenkapitän Axel Meißel       | 29. September 2016  | 26. September 2019 |
| 1.  | Fregattenkapitän Arne Björn Krüger | 1. April 2014       | 29. September 2016 |

## Organisation
- Stab
  -  Sanitätseinsatzgruppe (SanEinsGrp)
  -  Gruppe Weiterentwicklung Spezialisierte Kräfte der Marine (Grp WE SpezlKr M)
  - Gruppe Amphibischer Einsatz (Grp AmphEins)
- Kompanien
  -  Ausbildungskompanie 1 (SeeBtl AusbKp 1)
  -  Ausbildungskompanie 2 (SeeBtl AusbKp 2)
  -  Unterstützungskompanie (SeeBtl UstgKp)
- Einsatzkompanien
  -  Aufklärungskompanie (SeeBtl AufklKp)
  -  Bordeinsatzkompanie 1 (SeeBtl BordEinsKp 1)
  -  Bordeinsatzkompanie 2 (SeeBtl BordEinsKp 2)
  -  Küsteneinsatzkompanie (SeeBtl KüstenEinsKp)
  -  Minentaucherkompanie (SeeBtl MiTaKp)

### Sanitätseinsatzgruppe
Der Auftrag der Sanitätseinsatzgruppe („SeeBtl SanEinsGrp“) umfasst die rettungs- und tauchmedizinische Versorgung des Verbandes sowie die Aus- und Weiterbildung der Einsatzersthelfer und Combat First Responder. Die truppenärztliche Versorgung der Soldaten obliegt jedoch dem Sanitätsversorgungszentrum Eckernförde (SanVersZ Eckernförde). Die Sanitätseinsatzgruppe gliedert sich in die drei Bereiche tauchermedizinische Assistenten Ausbildungszentrum/ABC-Ausbildung (TaMedAssAusbZ/ ABC-Ausb), tauchermedizinische Assistenten Minentaucherkompanie (TaMedAssMiTaKp) und Rettungsassistenten Bordeinsatzkompanie (RettAssBordEinsKp). Der Bewegliche Arzttrupp (BAT) der Sanitätseinsatzgruppe ist mit einem geschützten Fahrzeug vom Typ Mowag Eagle ausgestattet.

### Gruppe Weiterentwicklung
Der Auftrag der Gruppe Weiterentwicklung Spezialisierte Kräfte der Marine („Grp WE SpezlKr M“) umfasst:
1. Materielle Weiterentwicklung aller Fähigkeiten des Verbandes
2. Konzeptionelle Weiterentwicklung aller Fähigkeiten des Verbandes
3. Federführende Bearbeitung aller materiellen und personellen Organisationsgrundlagen
4. Einsatzauswertung
5. Verbesserung der streitkräftegemeinsamen Zusammenarbeit (Networking, Joint und Combined)
6. Aufbau Kompetenz „Amphibik“

Dabei steht die Gruppe Weiterentwicklung an der Schnittstelle zwischen den militärischen Nutzern und Herstellern bzw. der Industrie. Durch die extrem große Fähigkeitsbandbreite des Seebataillons umfasst der Auftrag der Gruppe Weiterentwicklung bisher rund 130 Einzelprojekte. Die Gruppe Weiterentwicklung ist in der Preusser-Kaserne in Eckernförde stationiert.
Die Gruppe Weiterentwicklung gliedert sich in zwei Unterabteilungen:
1. Waffensystemspezifische Weiterentwicklung (WaSysSpez WE)
2. Kompetenzgruppe Amphibik (KompGrp Amph)

### Ausbildungskompanien 1 und 2
Im Zuge der personellen Vergrößerung des Verbands ergab sich die Notwendigkeit, das ursprünglich bestehende Ausbildungszentrum mit zusätzlichen Dienstposten zu alimentieren. Hierbei wurden die Fachlichkeiten Marineinfanterie und Minentaucherwesen getrennt. Die Ausbildungskompanie 1 (SeeBtl AusbKp 1) wurde am 1. April 2019 aufgestellt. Ihr Auftrag ist die umfassende Ausbildung der Marineinfanterie. Das Spektrum reicht vom Basistraining nach der Grundausbildung über das spezifische Infanterietraining an Bord bis hin zum sogenannten „Fast Roping“ (schnelles Abseilen aus einem Hubschrauber beispielsweise auf ein Schiff). Insgesamt können 300 Lehrgangsteilnehmer von der rund 60 Personen starken Kompanie gleichzeitig ausgebildet werden. Die Ausbildungskompanie 1 ist in der Hugo-Junkers-Kaserne in Alt Duvenstedt stationiert. 
Die Ausbildungskompanie 2 (SeeBtl AusbKp 2) wurde am 24. September 2019 aufgestellt. Ihr Auftrag ist die Ausbildung der Minentaucher, der Sprenghelfer und der taktischen Bootseinsatzkräfte der Marine. Letztere gehören an Bord der Fregatten der Baden-Württemberg-Klasse (F125) zur Besatzung und sind verantwortlich für den Einsatz der rund 10 Meter langen schnellen Einsatzboote – die sogenannten „Buster“. Insgesamt können 100 Lehrgangsteilnehmer von der rund 60 Personen starken Kompanie gleichzeitig ausgebildet werden.

### Unterstützungskompanie
Die Unterstützungskompanie des Seebataillons (SeeBtl UstgKp) stellt die technische und logistische Einsatzbereitschaft aller Kompanien des Seebataillons in der Vor- und Nachbereitung sowie Durchführung der im Grund- und Einsatzbetrieb anfallenden Vorhaben sicher. Sie stellt innerhalb des Seebataillons folgende Leistungen zur Verfügung:
1. Mobilität zu Land und auf See
2. Verpflegung in Übung und Einsatz
3. Munition, Zünd- und Sprengmittel
4. Zentral verwaltete Waffen
5. Tauch- und EOD-Material
6. Feldlagermaterial (Zelte, Feldbetten)

Die Unterstützungskompanie besitzt einen Kompanieführungstrupp (u. a. mit Kompaniechef, Kompaniefeldwebel, Personalfeldwebel und Geschäftszimmer) und zwei Hauptabteilungen mit den jeweiligen Teileinheiten.
Kompanieführungstrupp (KpFüTrp)
Technische Unterstützung (TechnUstg)
Fahrbereitschaft (FahrBschft)
Kraftfahrzeug-Instandsetzung (KfzInst)
Elektronik-Instandsetzung (EloInst)
Sondergeräte-Instandsetzung (SdGerInst)
Boots-Instandsetzung (BootsInst)
Logistische Unterstützung (LogUstg)
Bewirtschaftung Einzelverbrauchsgüter (LogMatBew EVG)
Munitionstrupp (MunTrp)
Taucherübungshalle (TaÜbHalle)
Ausrüstungszentrum (AusrZentr)
Marinesicherungs-/Sanitätsmaterial (MarSich/SanMat)
Bataillonswaffenkammer (BtlWaKa)
Verpflegung/Feldküchen (Vpfl/FKü)
ABC- und Selbstschutz (ABC/SE)

### Aufklärungskompanie
Die Aufklärungskompanie (SeeBtl AufklKp) ist für die technische und nicht technische Aufklärung innerhalb der Marineinfanterie und auch über diese hinaus zuständig. Sie ist in der Preußer-Kaserne stationiert.
Im Zuge der Neuausrichtung der Bundeswehr wurden 2014 aus den einzelnen Kompanien der Marineschutzkräfte (MSK) sowie der Spezialisierten Einsatzkräfte Marine (SEKM) Fachpersonal gebündelt und in einer neuen, zur Aufklärung geschaffenen Kompanie aufgestellt.
- Die Scharfschützen der Aufklärungskompanie wurden aus dem jeweils I. Zug der MSK-Kompanien sowie der Boardingkompanien rekrutiert.
- Der Technische Aufklärungszug hatte seinen Ursprung in den aus den IV. Zügen jeder MSK-Kompanie stammenden Spezialisten für mobile Überwachungstechnik sowie den mit Unterwasserdrohnen befassten Teilen der Minentaucherkompanie.
- Der Feldnachrichtenzug Marine unterstand ursprünglich direkt dem Kommandeur MSK und war damit eigenständig. Zwecks Bündelung von Fähigkeiten wurde er 2014 in die neue Aufklärungskompanie integriert.

Die Aufklärungskompanie gliedert sich in drei Züge.
Feldnachrichtenzug Marine

Die Soldaten des Feldnachrichtenzugs haben den Auftrag, mittels zielorientierter Gesprächsführung sowie der Beobachtung von Objekten und Personen im Einsatz Konfliktursachen festzustellen, irreguläre Kräfte aufzuklären, Erkenntnisse über die feindliche Kampfmoral zu erlangen, Kriminalität, Konfliktparteien sowie Kriegsverbrechen aufzudecken sowie Führungspersönlichkeiten und Führungsstrukturen zu identifizieren. Zusammen mit den Erkenntnissen anderer Aufklärungsträger werden diese Informationen bereitgestellt, um ein vollständiges Lagebild zu erhalten und somit optimale Entscheidungsgrundlagen zu ermöglichen. Im Verteidigungsfall sind die Soldaten des Zuges zudem in der Lage, Kriegsgefangenenbefragung durchzuführen.
Scharfschützenzug Marine

Die Scharfschützen der Aufklärungskompanie können sowohl landgestützt als auch an Bord seegehender Einheiten eingesetzt werden, letzteres ist ein Alleinstellungsmerkmal innerhalb der Bundeswehr. Die Fähigkeiten der Scharfschützen sind breit gefächert, ihr Hauptauftrag liegt in der Aufklärung und Überwachung feindlicher Kräfte. Die Seesoldaten werden zudem auch in der Vorbereitung sowie Planung von Operationen eingesetzt. Als Coverteams schützen sie die eigenen Truppen vor Scharf- und Heckenschützen, sie sind zudem befähigt, Bordeinsatzkräfte bei ihren Einsätzen zu unterstützen und in der Lage, von Schiffen und Booten, amphibischen Landungsmitteln sowie Hubschraubern Feinde zu bekämpfen.
Technischer Aufklärungszug

Der Technische Aufklärungszug verfügt über verschiedene Fähigkeiten, die jeweils durch hierfür spezialisierte Soldaten wahrgenommen werden.
Mit den Flugdrohnen ALADIN und MIKADO ist der Technische Aufklärungszug in der Lage, landgestützte Gefechtsaufklärung im Nah- und Nächstbereich durchzuführen. Der Zulauf der spezialisierten LARUS-Drohne für maritime Einsätze ist geplant.
Durch die Unterwasserdrohne REMUS ist die Aufklärungskompanie in der Lage, die Minenabwehrkräfte zu unterstützen, indem das spezialisierte Personal mittels der Drohne Objekte am Meeresgrund in besonders kritischen Gewässern z. B.: Häfen, Hafenzufahrten, Flussmündungen, und Reeden, identifiziert und klassifiziert.
Das in der Beschaffung befindliche Harbour Protection Modul wird zukünftig als Operationszentrale an Land fungieren, es ist mit verschiedenen Sensoren ausgestattet und soll von dort aus relevante Lageinformationen bündeln, übermitteln und steuern, um einen effektiven Küsten- und Hafenschutz in Zusammenarbeit mit der Küsteneinsatzkompanie sicherzustellen.

### Bordeinsatzkompanien 1 und 2

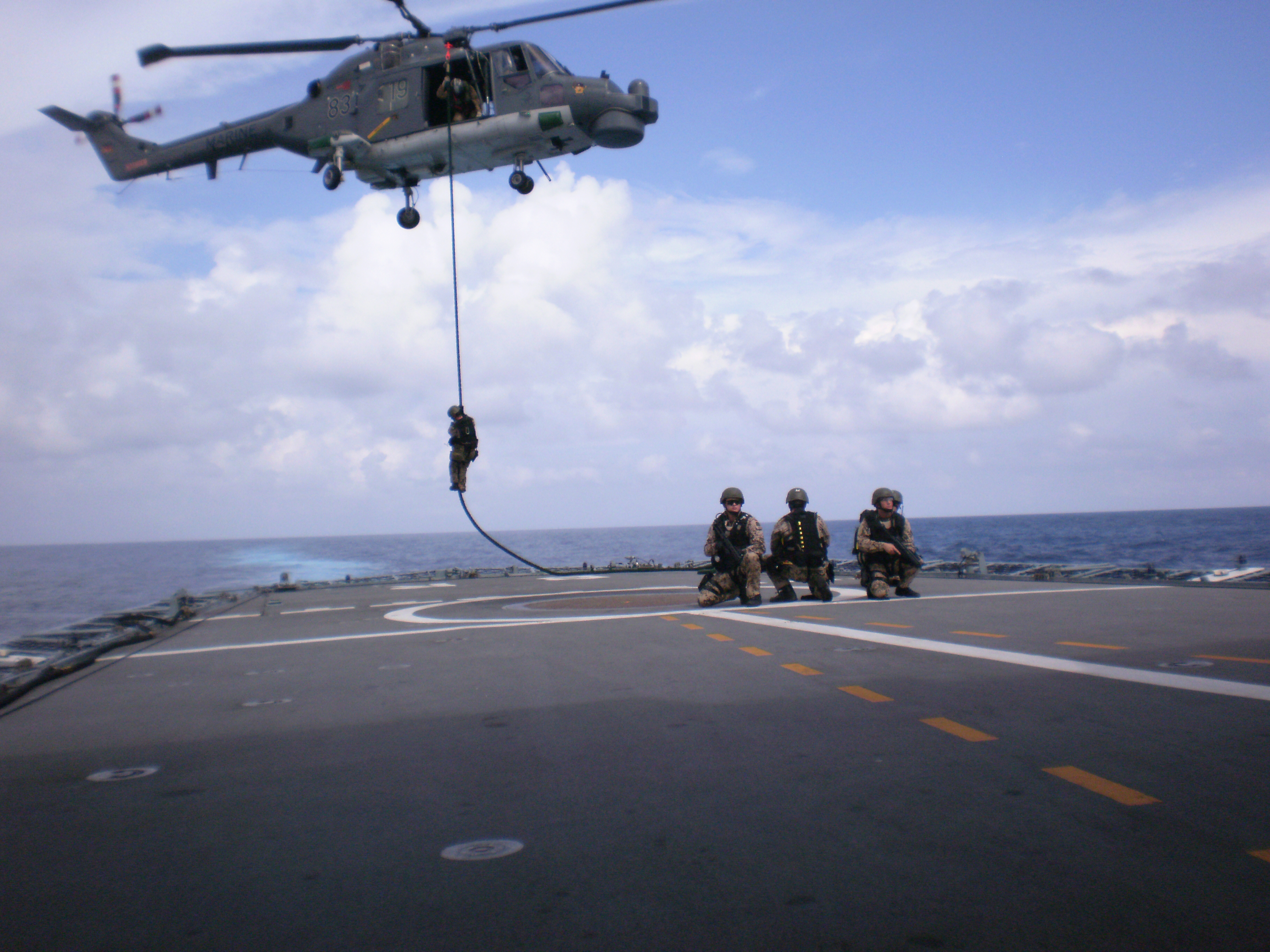
Das Boardingsicherungsteam der Spezialisierten Einsatzkräfte Marine übt das schnelle Anbordgehen auf verdächtigen Kontakten

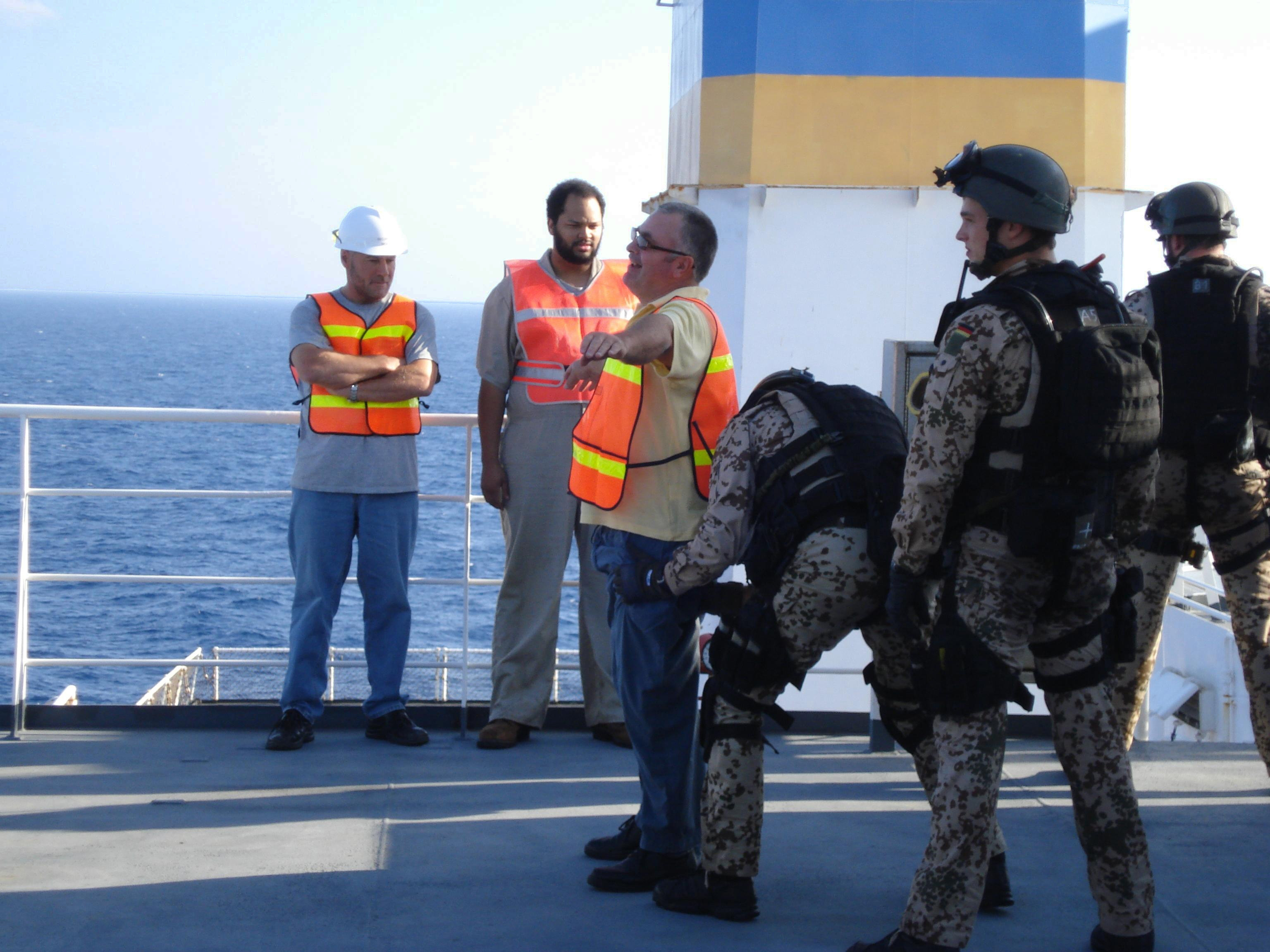
Ein Boardingsicherungsteam übt die Durchsuchung von Personen an Bord eines Schiffes

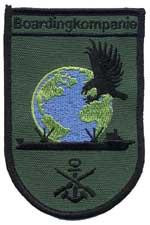
Das Wappen der bis März 2014 bestehenden Boardingkompanie der SEK M

Die Bordeinsatzkompanien 1 und 2 (SeeBtl BordEinsKp 1 und 2) sind spezialisiert auf das Anhalten, Durchsuchen und Überprüfen von zivilen Wasserfahrzeugen sowie deren Besatzung und Ladung. Sie sind im Marinestützpunkt Nord stationiert.
Im Rahmen der Transformation der Bundeswehr wurden aus den einzelnen Boardingzügen der Marinesicherungsbataillone im Mai 2003 die Boardingkompanie der Spezialisierten Einsatzkräfte der Marine aufgestellt. Im Zuge der Neuausrichtung der Bundeswehr, sowie der Abspaltung der Kampfschwimmer zum Kommando Spezialkräfte der Marine wurde mit Aufstellung des Seebataillons die Boardingkompanie der Spezialisierten Einsatzkräfte Marine mit der 1. Kompanie der Marineschutzkräfte im April 2014 fusioniert und bildete ab diesem Zeitpunkt die Bordeinsatzkompanie im Seebataillon. Dabei wurden die Aufgaben der bisherigen Boardingkompanie um die Aufträge der Marineschutzkräfte teilweise erweitert. Mit der Aufstellung der Bordeinsatzkompanie 2 am 1. Oktober 2017 erfolgte die Umbenennung in Bordeinsatzkompanie 1 und 2.
Der Auftrag der Bordeinsatzteams der Bordeinsatzkompanien umfasst:
- Anhalten, Durchsuchen und Überprüfen von Handelsschiffen im Rahmen von Maritime Interdiction Missions
- Escort Operationen zum Schutz von Schiffen
- Vessel Protection Detachments zum Schutz von Schiffen und Booten
- Autonomous Vessel Protection Detachments zum abgesetzten Schutz von zivilen Schiffen und Booten
- Joint Personnel Recovery
- Militärische Evakuierungsoperationen
- Unterstützung im Rahmen der humanitären Hilfe
- Unterstützung zur Durchführung von Maritime Interdiction Operations

Das Aufgabenfeld wurde im Rahmen der Neuaufstellung und den Erfahrungen der Anti-Piraterie Mission ATALANTA und der Flüchtlingshilfe unter der Operation SOPHIA deutlich erweitert. Die Bordeinsatzteams können auftragsbezogen von Kräften des militärischen Nachrichtenwesens (Feldnachrichtenkräfte Marine), Spezialisten für Kampfmittelbeseitigung (Minentaucher), Scharfschützen der Aufklärungskompanie, Sprachmittler und anderem Sonderpersonal unterstützt werden. Kräfte der Kompanien sind bis zum Level eines Non-cooperative Boarding, der Enterung ohne Zustimmung des Kapitäns befähigt. Im Rahmen von Opposed Boarding Operationen, dem Betreten von Schiffen entgegen dem ausdrücklichen Willen des Kapitäns bzw. unter Waffengewalt können sie zur Unterstützung von Spezialkräften der Bundeswehr eingesetzt werden.
Die Bordeinsatzkompanien gliedern sich in Bordeinsatzzüge zu jeweils 3 Bordeinsatzteams. Alle Teams werden vollbefähigt – also für alle Einsatzarten – ausgebildet. Im Rahmen des Auftrages unterstützen sie bei der Informationsgewinnung durch Gesprächsaufklärung mit der lokalen Bevölkerung, um das Lagebild zu verdichten. 
Dazu kommt je Kompanie ein Zug der taktischen Einsatzeinheit See, kurz TES, deren Aufgabe die Verbringung der Bordeinsatzteams mittels Schnellbooten ist. Die je Drei-Mann-Teams bestehen aus einem Teamführer, einem Kraftbootführer sowie einem Antriebstechniker. Alle Mitglieder des TES haben den Lehrgang Bordeinsatzgrundlagen I absolviert und besitzen zusätzliche Ausbildungen entsprechend ihren Aufgaben. Als Schnellboote verwendet die Marine die Festrumpfschlauchboote (RHIB) Buster auf den Fregatten F125 sowie Boomeranger auf sämtlichen anderen Schiffen und Boote.
Die Bordeinsatzteams bestehen aus fünf unterschiedlichen Spezialisierungen und einem Führungselement. Die Spezialisierungen umfassen die Bereiche:
- Risikoanalysten beurteilen die taktische Gefährdungslage für das Bordeinsatzteam. Neben der möglichen Feindbedrohung zählen darunter Gefahrenstoffe, toxische Stoffe, von Tieren ausgehende Gefahren und Tierseuchen an Bord der zu überprüfenden Kontakte. In Verbindung mit dem Zugangstechniker ist er in der Lage, begaste Container zu öffnen und freizumessen.
- Zugangstechniker schaffen Zugänge zu Schiffen und Behältnissen durch Einsatz von mechanischen, ballistischen und sprengtechnischen Öffnungsverfahren (Notfalltüröffnung).
- Der Dokumentator ist für Dokumentation und Beweissicherung der Boardingeinsätze zuständig. Aufgrund der komplexen Rechtslage in den maritimen Operationen kommt der aussagekräftigen Dokumentation und Sicherung von Beweismitteln eine hohe Bedeutung zu.
- Combat First Responder sind die Einsatzsanitäter der Bordeinsatzteams. Die Ausbildung umfasst den Combat First Responder Bravo an dem Ausbildungszentrum für Spezielle Operationen in Pfullendorf. Dies befähigt ihn, eine Erstversorgung von Verwundeten oder Verletzten durchzuführen, bis die entsprechende Person einer weiterführenden Behandlung zugeführt werden kann.
- Teamführer Bordeinsatzteam sind die taktischen Führer eines Bordeinsatzteams und Soldaten in der Laufbahn der Feldwebel. Sie sind speziell ausgebildet und unterstützen den Boardingoffizier während der Operation.[49]

Boardingoffiziere sind Offiziere, die als Vertreter des Kommandanten des Schiffes die Boardingoperation führen. Boardingoffiziere sind dafür speziell ausgebildet und werden durch die Kompanien gestellt.
Ausbildung Teamführer Bordeinsatzteam
| Ausbildungsmodul                   | Dauer                          | Ort            |
| ---------------------------------- | ------------------------------ | -------------- |
| Grundausbildung                    | 3 Monate                       | Plön           |
| Basisausbildung Marineinfanterie   | 3 Monate                       | Alt Duvenstedt |
| Einsatzausbildung Marineinfanterie | 3 Monate                       | Alt Duvenstedt |
| Laufbahnausbildung                 | 20 Monate                      | Plön           |
| Bordeinsatzgrundlagen I            | 3 Monate                       | Alt Duvenstedt |
| Bordeinsatzgrundlagen II           | 1 Monat                        | Eckernförde    |
| Teamführertraining                 | 1 Monat                        | Eckernförde    |
| Einsatzausbildung                  | je nach Einsatz und Verwendung | Eckernförde    |

| Zeitbedarf | Boardingoffizier                                      |
| ---------- | ----------------------------------------------------- |
| 12 Monate  | Offizierslehrgang (inkl. Grundausbildung & Praktikum) |
| 48 Monate  | Studium mit Masterabschluss                           |
| 6 Monate   | Marine Operationsdienst Land Infanterie I (GrpFhr)    |
| 2 Monate   | Lehrgang Schießlehrer                                 |
| 6 Monate   | Marine Operationsdienst Land Infanterie II (ZgFhr)    |
| 1 Monat    | Boarding Basic Training                               |
| 1 Monat    | Führerlehrgang Bordeinsatzkräfte                      |
| 1 Woche    | Einweisungslehrgang MilNW                             |
| 2 Wochen   | Taktische Gesprächsführung im Einsatz                 |

Die hier aufgezeigten Lehrgänge bilden hauptsächlich die Grundbefähigung ab. Die Ausbildung auf dem Dienstposten im Rahmen des täglichen Dienstes ist danach zum Aufbau von Wissen und Erfahrungen unerlässlich.
Zusatzqualifikationen

Im Rahmen der Führerausbildung werden zusätzlich auch Lehrgänge im Ausland, wie z. B. der Boarding Team Member Course oder der International Boarding Officer Course der US Coast Guard besucht.
Ausrüstung

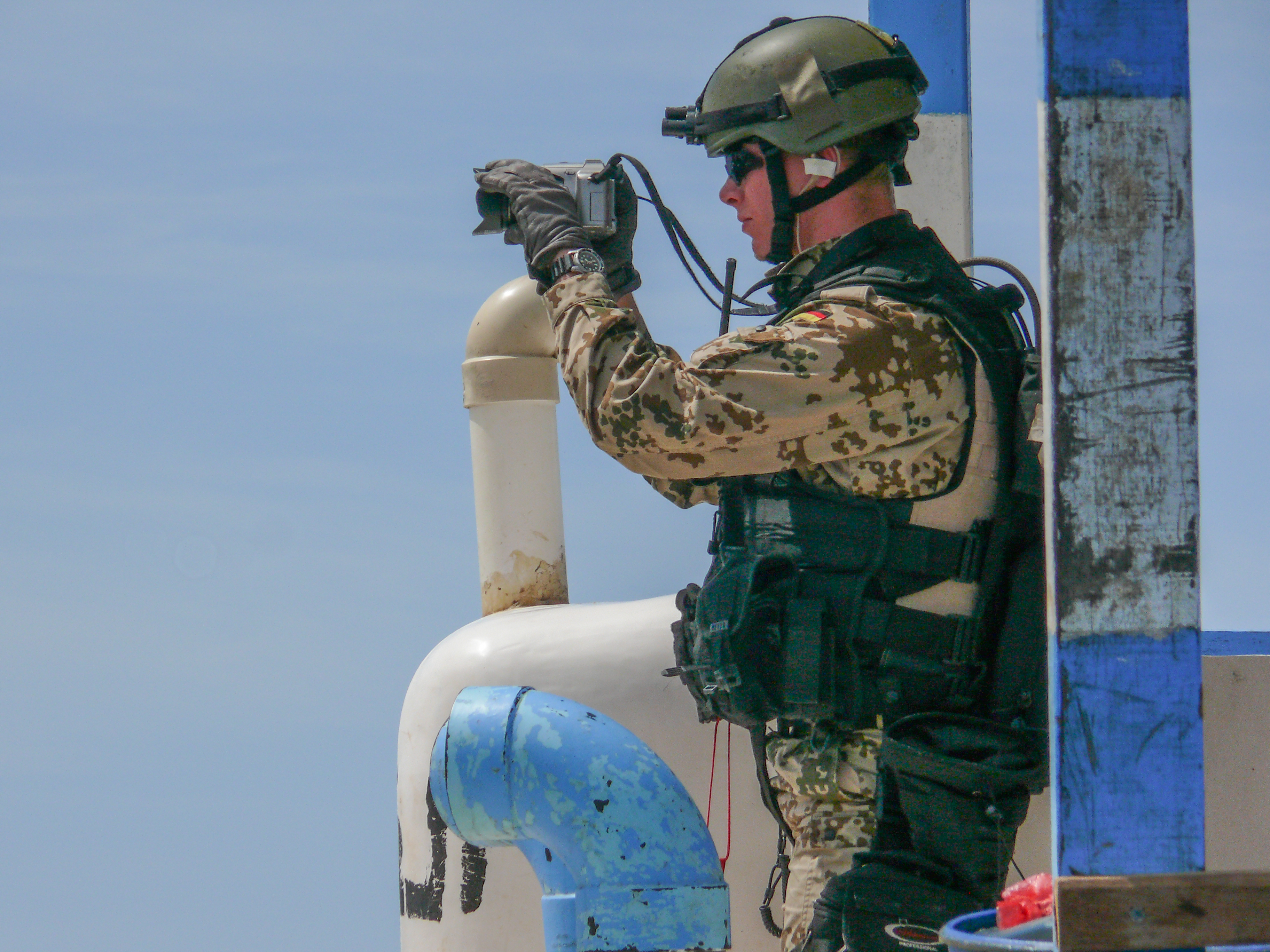
Dokumentator des BST HOTEL im Rahmen der Operation Atalanta mit der alten Boardinggeräteweste

Die persönliche Bekleidung und Schutzausstattung werden durch die Einsatzkräfte der Kampfschwimmer und der Bordeinsatzkompanien genutzt. Dadurch verwenden Soldaten der Bordeinsatzkompanien auch eine Vielzahl von Ausrüstung der Spezialkräfte.
- Feldanzug, mit Tropentarn 3-Farb FT (Flecktarn)
- Einsatzbekleidung Spezialkräfte
- Schutzweste von Lindnerhof Taktik
- CYCLOPS und MUNRO Rucksack Berghaus Ltd.
- Persönliche Erste-Hilfe-Ausstattung
- Taktische Knieschoner zum Schutz bei Durchsuchungseinsätzen und die Verbringung mittels Fast-Roping
- Adidas GSG 9.2 Stiefel
- Helm, Spezialkräfte, schwer
- Cobra Fast-Roping-Handschuhe

### Küsteneinsatzkompanie
Die Küsteneinsatzkompanie des Seebataillons (SeeBtl KüstenEinsKp) ist spezialisiert für den Einsatz in Küstennähe und auf See. Die Küsteneinsatzkompanie ist in der Preusser-Kaserne stationiert. Im Zuge der Neuausrichtung der Bundeswehr wurde 2014 aus den Marinesicherungskompanien des Marinesicherungsbataillons, die Küsteneinsatzkompanie im Seebataillon neu aufgestellt. Aufgaben der Küsteneinsatzkompanie sind der landseitige Schutz von Mensch und Material, auch bei Straßentransporten, sowie die Abwehr von gepanzerten Feindkräften, der seeseitige Schutz von Schiffen, Booten oder Hafenanlagen sowie die Unterstützung von militärischen Evakuierungsoperationen und der bewaffneten Rückführung im maritimen Umfeld. Soldaten der Kompanie stellen zudem den Hauptteil der Kräfte im Rahmen der deutsch-holländischen Kooperation mit dem Korps Mariniers.
Im Bereich des infanteristischen Objektschutzes betreibt die Küsteneinsatzkompanie sogenannte Harbour Protection Elements (HPE). Diese werden zum Schutz von Schiffen und Booten in Häfen eingesetzt. HPE haben die Größe eines Zuges, d. h. etwa 30 bis 40 Soldaten. Es besteht aus mindestens zwei Gruppen, um einen ständigen Schutz des Schiffes gewährleisten zu können. Aufgabe kann das Betreiben von Kontrollstellen (Checkpoints) für Personen und Fahrzeuge sein. Der infanteristische Kern der HPE wird ergänzt durch Spezialisten, z. B. Kraftbootfahrer oder Sonarbediener, die das Hafenbecken z. B. nach Tauchern aufklären.
Die Küsteneinsatzkompanie gliedert sich in die Kompanieführungsgruppe und vier Einsatzzüge sowie einem fünften Einsatzzug als Ergänzungstruppenteil.

### Minentaucherkompanie

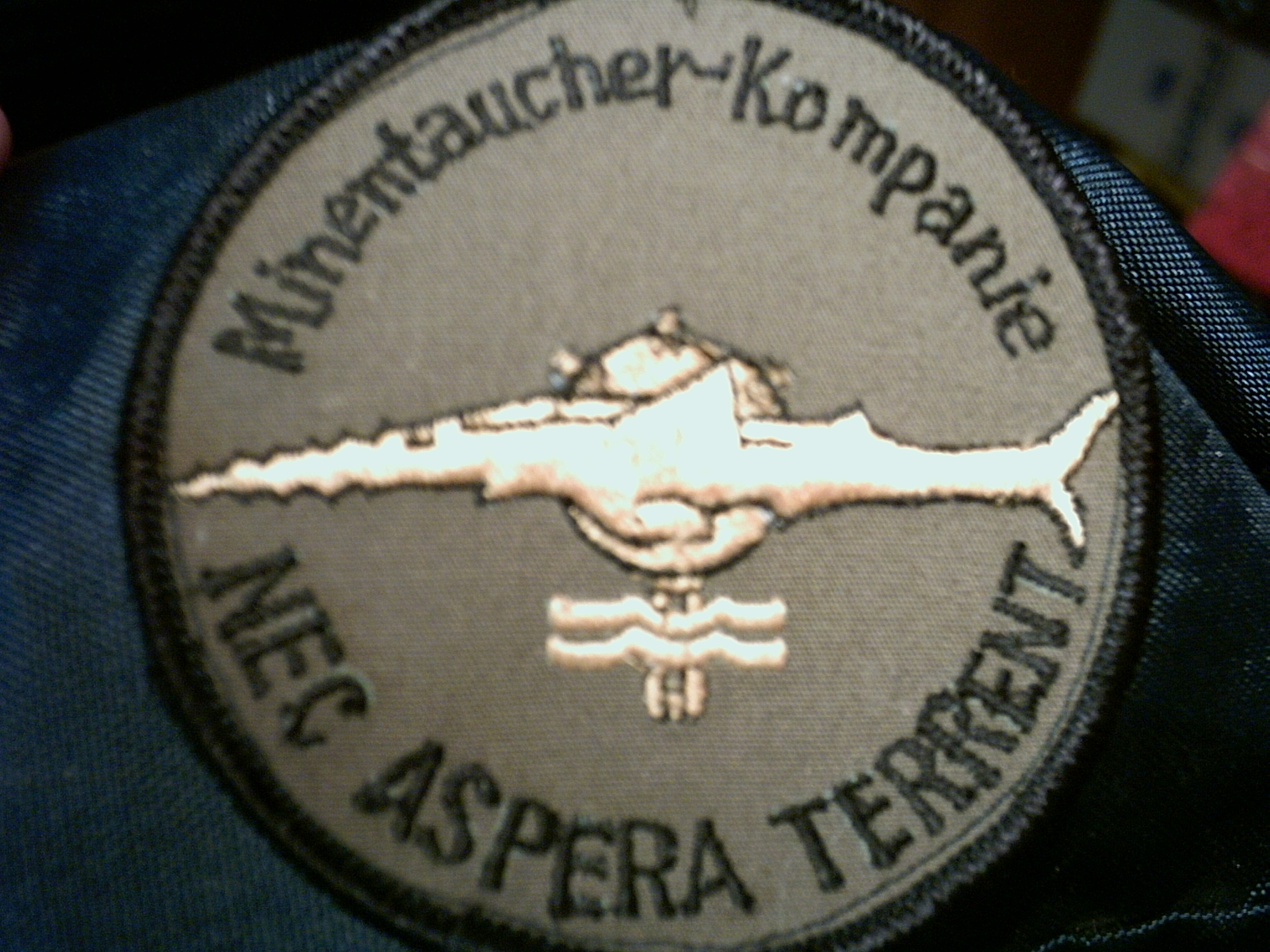
Minentaucher-Kompanieabzeichen Sägefisch

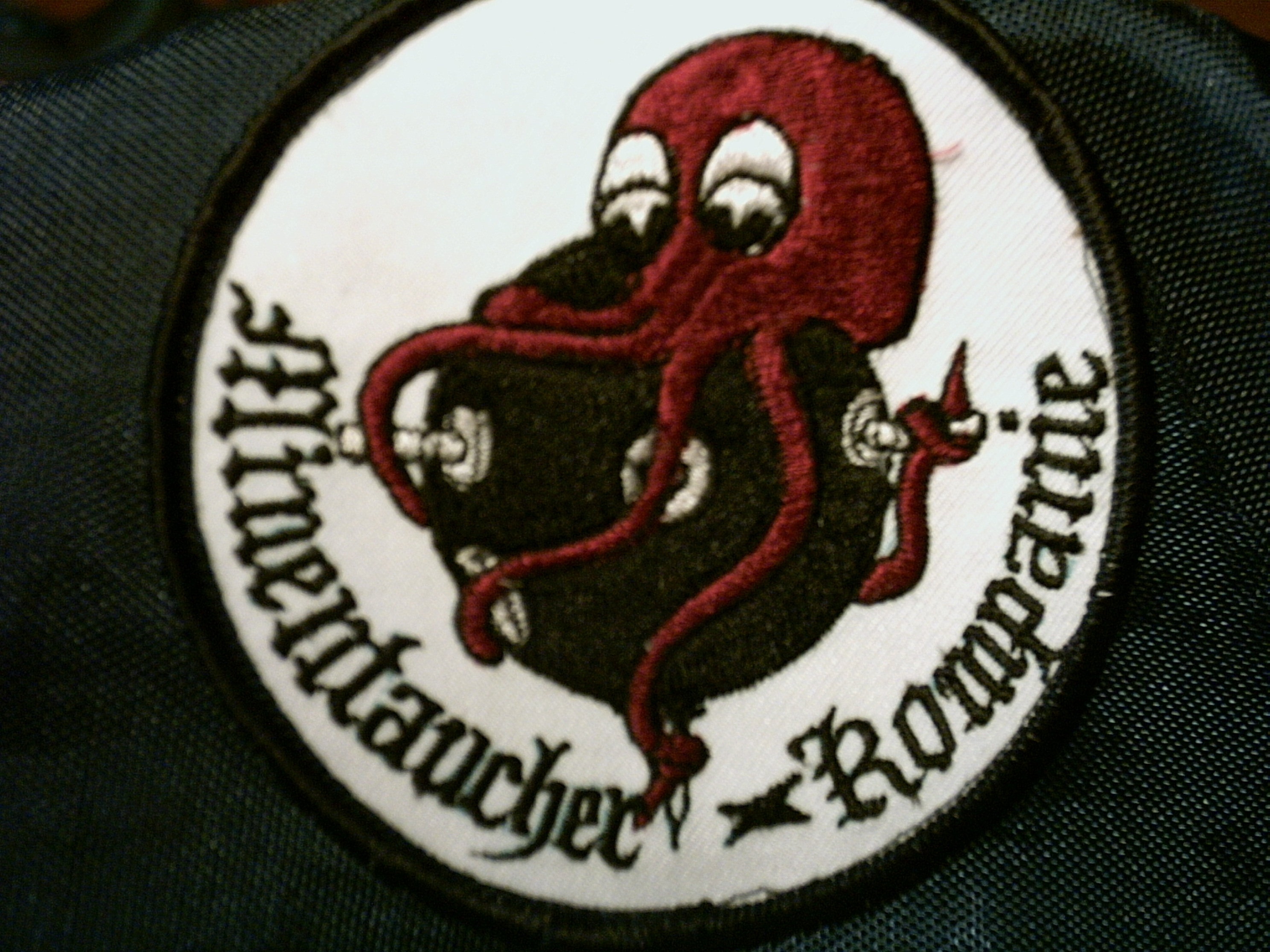
Minentaucher-Kompanieabzeichen Krake

Die Minentaucherkompanie (SeeBtl MiTaKp) und ihre speziell ausgebildeten Minentaucher (militärische Taucher) haben den Einsatzschwerpunkt der maritimen Waffenhandhabung, Kampfmittelbeseitigung und Such- und Rettungseinsätze (SAR).
Von 1957 bis 1984 wurden Minentaucher ausschließlich in deutschen Hoheitsgewässern, hauptsächlich in der Ostsee und dort überwiegend zur Räumung von Seeminen aus dem Krieg eingesetzt. Außerdem waren sie bei der Suche und Bergung von havarierten Schiffen, U-Booten und abgestürzten Flugzeugen eingebunden. Die gefährlichste Aufgabe der Minentaucher bestand darin, Kampfmittel aufzuspüren und zu bergen, die nach dem Weltkrieg in der Ostsee versenkt wurden, teilweise chemische Kampfstoffe enthalten und deshalb bis heute die Schifffahrt und Fischerei gefährden.
Die Räumung von frisch gelegten Minen im Herbst 1985 im Suezkanal stellte den ersten exterritorialen Einsatz von Minentauchern dar. Bei diesem NATO-Einsatz in einer internationalen Seestraße, bei der nicht das für offene See entwickelte Räumgerät (Troika) verwendet werden konnte, wurden deutsche Minentaucher eingesetzt. Danach erfolgten zahlreiche Einsätze weltweit auch in internationalen Gewässern im Rahmen der NATO Response Force und der German Task Force (EAV).
Bis 1991 war die Kompanie eine selbständige Einheit um dann zusammen mit der Kampfschwimmerkompanie Waffentaucher zu bilden. 2001 ging aus der Waffentauchergruppe das Bataillon Spezialisierter Kräfte hervor. Durch die Transformation formierten sich 2003 die Spezialisierten Einsatzkräfte Marine (SEK M). Mit Auflösung dieser wurde die Kompanie 2014 Teil des Seebataillons.
Auftrag

Ihre Einsatzgebiete sind:

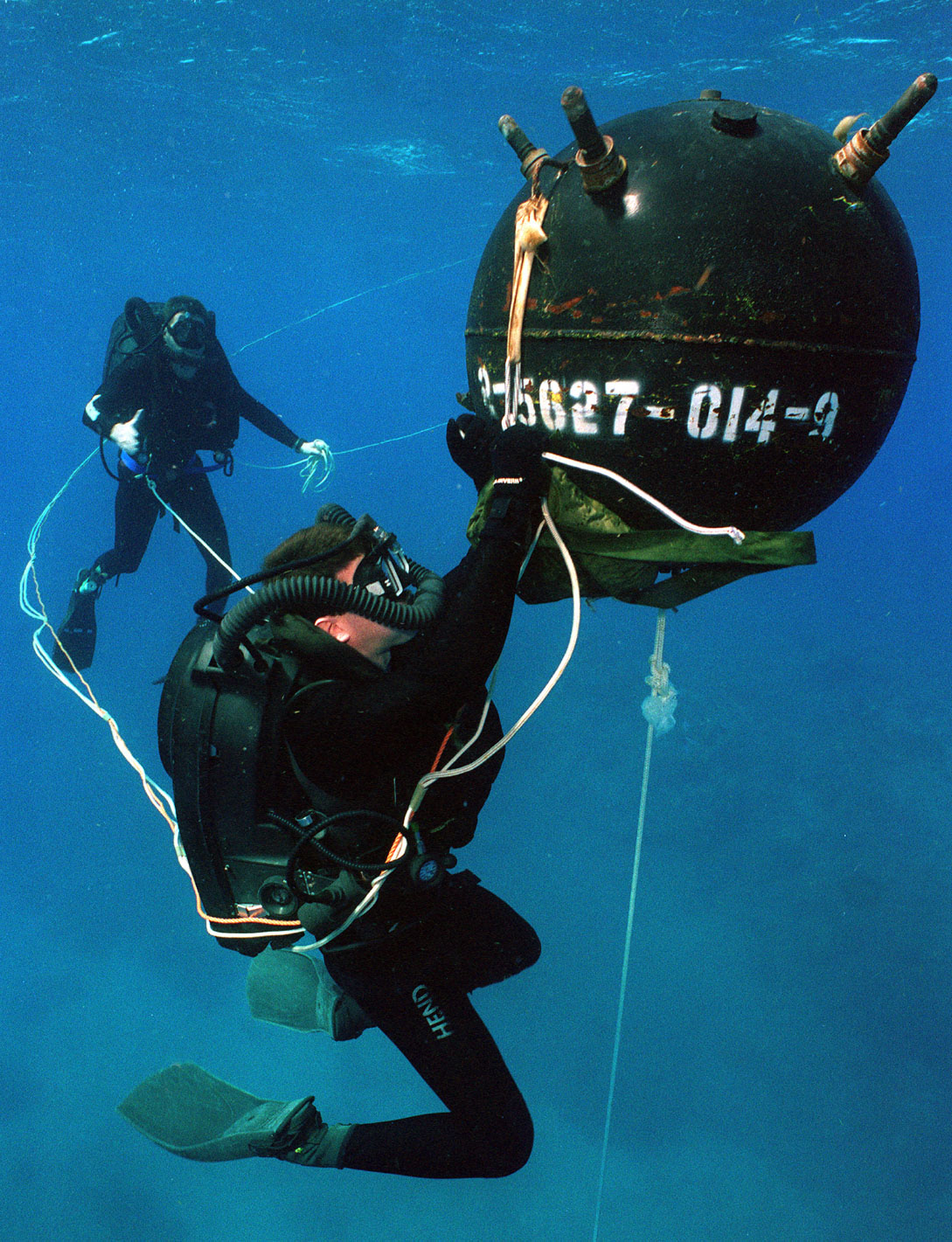
Zwei Minentaucher üben das Entschärfen einer Ankertaumine

- Suche, Klassifizierung und Beseitigung oder Bergung von Unterwasserwaffen wie Minen oder Sprengkörpern im Wasser
- Das Bedienen von Unterwasserdrohnen
- Kampfmittelbeseitigung zu Wasser und an Land, insbesondere Beseitigung von Unkonventionellen Spreng- und Brandvorrichtungen (Improvised Explosive Devices, IED)
- Rettungs- und Bergungseinsätze

Rekrutierung und Ausbildung

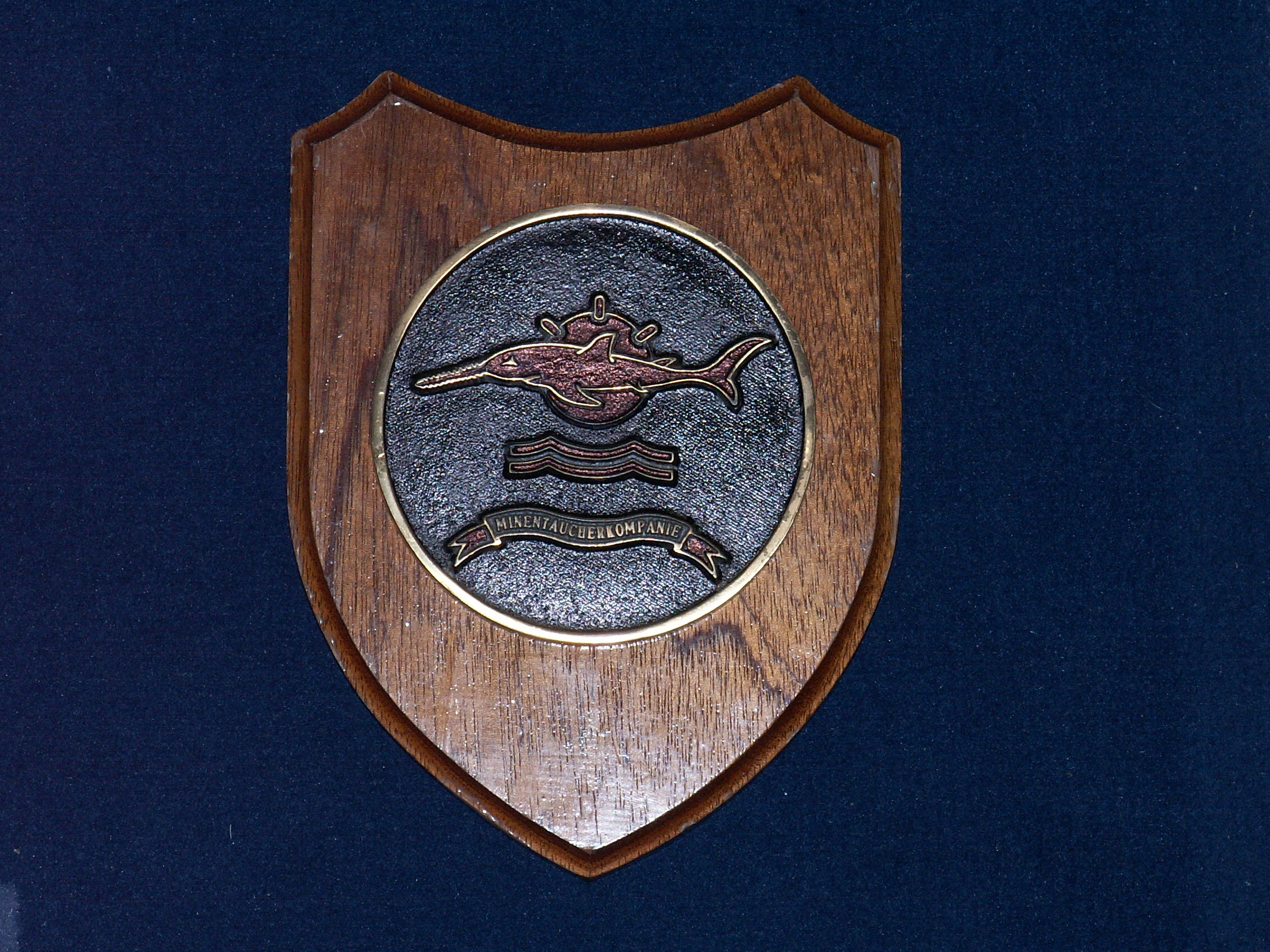
Wappen der Minentaucherkompanie

Die Ausbildung der Minentaucher findet in der Ausbildungskompanie 2 statt. In der Ausbildung gilt es neben der Vermittlung der tauchmedizinischen und -physikalischen Grundlagen, der Einsatzverfahren und der stetigen Verbesserung der Tauchtechnik, die physische und psychische Belastbarkeit der Anwärter festzustellen, zu steigern und sie an die Grenzen derselbigen zu bringen.
Um sich für die Ausbildung der Minentaucher zu qualifizieren, sind folgende Voraussetzungen zu erfüllen:
- Musterung mindestens Tauglichkeitsgrad 2 ohne Einschränkung für D700 Waffentaucher
- Verpflichtung als Soldat auf Zeit für mindestens 4 Jahre
- Absolvierung der Grundausbildung [unabhängig von der TSK]
- Bestehen der TUKV-Untersuchung TA3 (Taucher UBoot Kampfschwimmer Verwendungsfähigkeit) am Schifffahrtmedizinischen Institut der Marine in Kronshagen
- Top-Kondition (körperliche Fitness), die in speziellen Tests vor und während der Ausbildung überprüft wird.
- Willensstärke, die den Bewerber über die Grenzen von Reflexen und körperlichen Schmerzen hinaus belastbar macht.

Neben der weit über dem Niveau eines Sport- oder Berufstauchers liegenden Vermittlung von Kenntnissen in Tauchphysik und -medizin werden Kenntnisse über (jegliche Art von) Unterwassermunition, Taktik und Einsatzverfahren vermittelt. Den größten Teil der Ausbildung bilden praktische Übungen, Fitnesstraining und das damit verbundene „Aussieben“ von über 70 % der Lehrgangsteilnehmer in den ersten fünf Wochen der Minentauchervorausbildung.
(Ein Beispiel für die Ausbildung zum MiTa-Bootsmann/Offizier, dabei können einige Module je nach Planung untereinander verschoben werden.)
- Einstieg: allgemeine militärische Grundausbildung an einer Marineschule, vornehmlich der Marinetechnikschule ParowSchwimmtaucherabzeichen

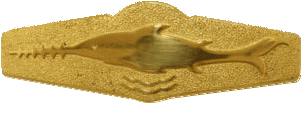
Schwimmtaucherabzeichen

- ab 13. Woche: Schwimmtaucherlehrgang im Ausbildungszentrum Schiffsicherung der Marine in Neustadt in Holstein
- ab 19. Woche: Minentauchervorausbildung in der Ausbildungsinspektion Minentaucherkompanie in Eckernförde
- ab 24. Woche: Minentauchereinsatzausbildung (wie vor)
- ab 36. Woche: Sprenghelferlehrgang mit Tauchereinsatz (wie vor)
- ab 38. Woche: Kraftbootführerschein (wie vor)
- ab 41. Woche: Schiffssicherungstruppführer
- ab 42. Woche: Unteroffizierslehrgang 1 (MUS Plön)
- ab 46. Woche: Verwendung als Minentauchermaat an Bord eines Minenjagdbootes oder in der MiTaKp
- ab 25. Monat: Unteroffizierslehrgang 2 (MUS Plön)
- ab 28. Monat: Schiffssicherungsgruppenführer
- ab 29. Monat: Minentauchereinsatzleiterlehrgang in der Ausbildungsinspektion der SEK M
- ab 32. Monat: Sprengleiterlehrgang (wie vor)
- ab 33. Monat: Ausbildung zum Feuerwerker und Lehrgang Kampfmittelbeseitigung Marinemunition
- ab 40. Monat: Kampfmittelbeseitigung EOD – Landminen und Abwurfmunition an der Kampfmittelabwehrschule in Stetten am kalten Markt
- ab 42. Monat: Verwendung als Minentaucherbootsmann oder -offizier an Bord von Minenjagdbooten, in der MiTaKp

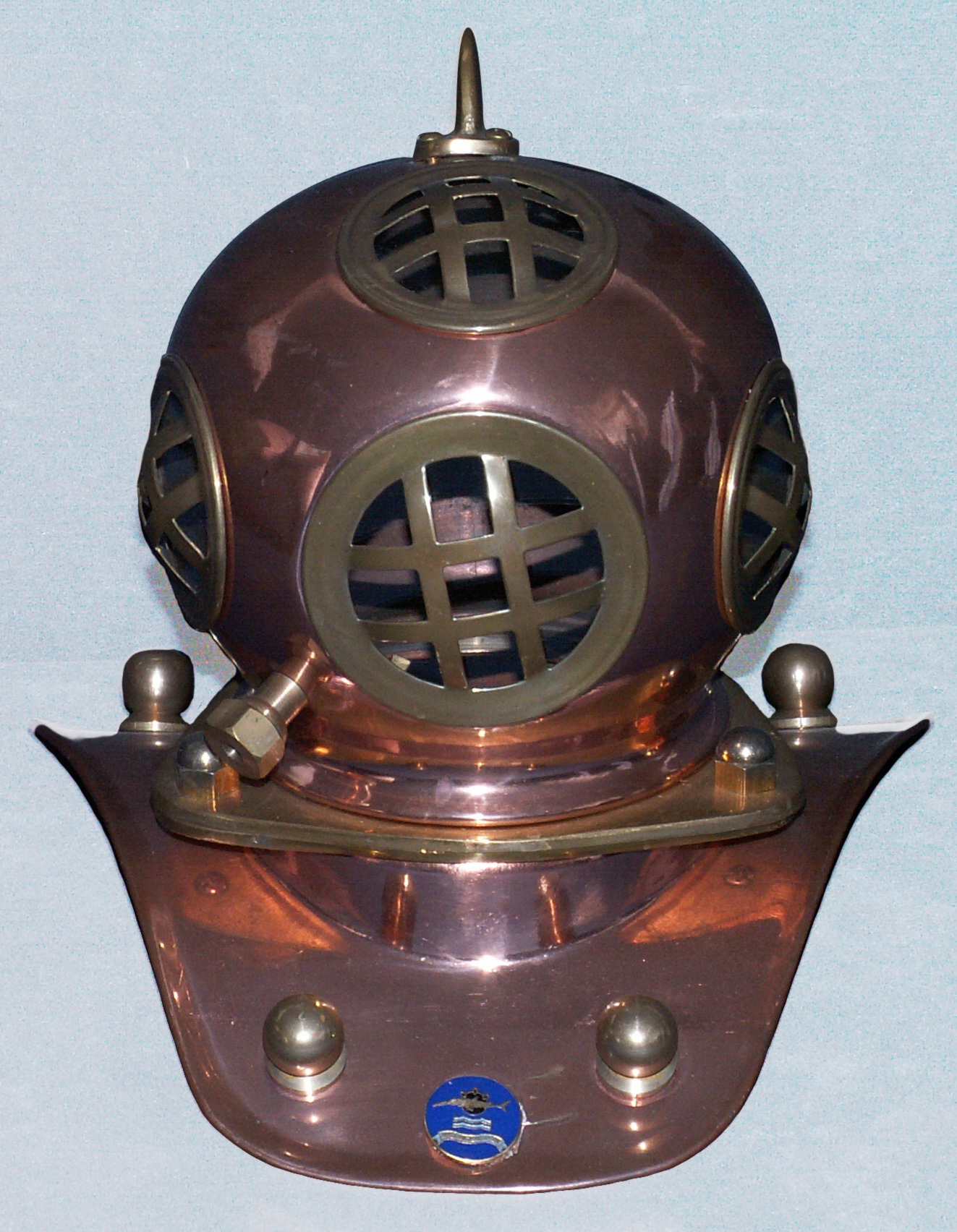
Taucherhelm (Miniatur) mit Abzeichen der Minentaucherkompanie

Bestandteil der Ausbildung ist der Kraftbootführerschein sowie die Ausbildung zum „Sprenghelfer der Marine mit Taucheinsatz“. Danach erfolgt im Rahmen der Schiffssicherungsausbildung die Schulung zum Truppführer. In Einzelfällen wird den Angehörigen der MiTaKp darüber hinaus die Teilnahme an zahlreichen Speziallehrgängen ermöglicht. Viele längerdienende Minentaucher (acht oder mehr Jahre verpflichtet) sind z. B. auch als Kraftfahrer BCE, Helmtaucher (staatlich geprüfter Taucher), Fallschirmspringer und/oder Einzelkämpfer qualifiziert. Die Ausbildung und Einsatzplanung zielte ursprünglich auf die Abwehr konventioneller und „nichtkonventioneller“ Unterwasserwaffen im Ernstfall im Rahmen einer möglichen Konfrontation der NATO mit dem Ostblock ab. Seit 1985 wurden die Aufgaben und entsprechend die Ausbildungsinhalte modifiziert. Die Ausbildung zur „Beseitigung unkonventioneller Spreng- und Brandvorrichtungen (IEDD)“ findet nach wie vor in einem „Sonderlehrgang zur Erfüllung spezieller Einsatzaufträge“ statt.
Ausrüstung

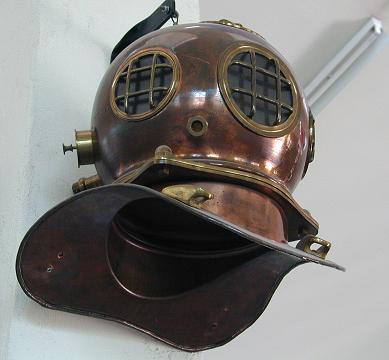
Taucherhelm

Bei Minentauchern kommen Pressluft- und Mischgastauchgeräte, sogenannte Rebreather, zum Einsatz. Die maximale Einsatztiefe mit den Presslufttauchgeräten, die auch zum Sporttauchen eingesetzt werden, liegt bei 50 Metern. Bei dem Mischgasgerät LAR VII(CCR/SCR) ist die Tiefe im Sauerstoff-Modus mit Kreislaufbetrieb (CCR) auf 7 Meter beschränkt. Für Tiefen bis 24 Meter wird das sogenannte NATO B-Gemisch (60 % Sauerstoff, 40 % Stickstoff) im halboffenen Modus (SCR) konstant zugeführt. Seit 2002 wurde das Tauchgerät „FGT II“ durch ein geschlossenes, elektronisch gesteuertes Mischgaskreislauftauchgerät, das „Stealth EOD-M“ der Firma Divex ersetzt. Bei diesem Gerät wird der Sauerstoff-Partialdruck konstant gehalten bzw. über das Mischverhältnis entsprechend der Tiefe reduziert, dadurch kann mit dem Einsatztauchgerät eine Tiefe von 54 m erreicht werden. Abgesehen von den mechanischen und elektronischen Spezialwerkzeugen werden von Minentauchern ansonsten Ausrüstungsteile verwendet, wie sie auch zur zivilen Tauchausrüstung gehören, im Einsatz wird aber nur nichtmagnetische Ausrüstung benutzt.
Tauchsicherheit

Für die Durchführung eines Minentauchereinsatzes gilt es vorschriftsmäßige personelle (tauchermedizinisches Personal, Sicherheitstaucher etc.) und materielle Voraussetzungen zu gewährleisten.
Darüber hinaus verfügen die 10 Boote der Frankenthal-Klasse, darunter das Minentaucher-Einsatzboot Rottweil (als Ersatz für die 2007 außer Dienst gestellte Mühlhausen) und das Taucherschulboot Langeoog als Ersatz für die Hansa in Eckernförde über bordeigene Druckkammern für bis zu 6 Personen, in denen Taucher nach Unfällen sofort versorgt werden können.
In Kiel befindet sich die größte Druckkammer der Deutschen Marine, in der bis zu 12 Personen gleichzeitig die druckspezifische Wirkung von Tauchgängen simulieren können oder bei Bedarf eine Behandlung eines eingeschleusten, verletzten Tauchers unter Druck vorgenommen werden kann.
Sonstiges
- Motto der Minentaucher: nec aspera terrent (Die das Raue/Widrigkeiten nicht fürchten, Fahnenspruch der Hannoverschen Armee 1617–1866)
- Tätigkeitsabzeichen der Minentaucher: Schwertfisch vor Ankertauminengefäß

## Bewaffnung
- HK P8 – 9 × 19 mm
- HK MP7 – 4,6 × 30 mm
- HK G36K 5,56 × 45 mm
  - Anbaugerät AG36
- G22 – 7,62 × 67 mm
- HK417 (G27) – 7,62 × 51 mm
- HK MR308 (G28) – 7,62 × 51 mm
- Barrett M82 (G82) – 12,7 × 99 mm
- MP5 9 × 19 mm
- P8C 9 × 19 mm (C steht für eine sicherungsfreie Pistole)
- Maschinengewehr 3 (MG3) 7,62 × 51 mm
- Maschinengewehr 4 (MG4) 5,56 × 45 mm
- Maschinengewehr 5 (MG5) 7,62 × 51 mm
- Granatmaschinenwaffe (GraMaWa) 40 mm × 53
- Schweres Maschinengewehr (sMG) 12,7 × 99 mm NATO
- Panzerfaust 3
- Panzerabwehrwaffe MILAN
- Schwere Panzerfaust, nur zur Gefechtsfeldbeleuchtung FFV Carl Gustaf
- Fliegerfaust Stinger

## Fahrzeuge
- Lkw 0,5t gl „Wolf“
- Lkw 2t tmil gl
- Lkw 5t mil gl
- ATF Dingo
- Eagle IV
- Fahrzeugkran mittel (20 t)
- Truppenentgiftungspunkt 90 TEP 90
- Baumaschine Ahlmann AS12B
- Kraftboote

## Wappen
Das dunkelblaue, goldumrandete Halbrundschild des Wappens ist durch eine zu den Rändern ähnlich einem eisernen Kreuz geschwungen wachsende silberne Vierung geteilt und mit einem halb so großen, goldumrandeten, grünen Mittelschild belegt.
Der Mittelschild ist belegt mit zwei am Ende des ersten Drittels des Halses gekreuzten goldenen Stockankern, deren gerade Arme am sich am Kreuz treffend einen rechten Winkel bilden. Die zueinander gewandten Spitzen der Pflugen berühren sich fast, überschneiden sich jedoch nicht.
Die Grundfarben des Wappens sind blau und grün und repräsentieren im übertragenen Sinne die bivalenz maritim-infanteristischer Grundaufträge – zur See und an Land. Die Vierung nimmt die Form des eisernen Kreuzes auf, um die Verbundenheit mit allen anderen Teilstreitkräften auszudrücken, mit denen das Seebataillon im Rahmen der Aufgabenerfüllung kooperiert, ohne das Eiserne Kreuz an sich im Wappen zu führen. Die Teilung des Hauptschildes in vier gleiche Teile beschreibt die (ursprünglich) vier Kampfkompanien Bordeinsatz-, Küsteneinsatz-, Minentaucher und Aufklärungskompanie mit gleicher Wertigkeit. Schützend und unterstützend steht davor der halb so große, grüne Mittelschild, der wiederum durch zwei gekreuzte Stockanker belegt ist. Diese Stockanker sind dem Wappen der ehemaligen Strandmeisterkompanie angelehnt und schlagen den Bogen vom ersten Seebataillon der Bundesmarine zum heutigen Seebataillon.

## Ausstellung
In der am 14. November 2017 eröffneten Ausstellung Meer. Land. Marine. zeigt das Seebataillon die Fähigkeiten des Verbands in Übung und Einsatz. Die Ausstellung in der Preußer-Kaserne Eckernförde soll Soldaten des Seebataillons, ihrem Umfeld und auch der breiten Öffentlichkeit veranschaulichen, was hinter den Kasernentoren und in den Einsatzgebieten passiert. Sie wurde über den Zeitraum von etwa einem halben Jahr konzipiert. Die Besucher können an Videostationen die Einsätze der Seesoldaten miterleben, sich einen Überblick über die Einsatzgebiete des Seebataillons verschaffen und die Ausrüstung und Technik der Marineinfanteristen kennen lernen.

## Barett und Laufbahnabzeichen

Laufbahnabzeichen der 70er Verwendungsreihe

Sichtbares Erkennungszeichen von Soldaten des Verbands ist das dunkel- bzw. marineblaue Barett mit dem goldenen Emblem. Dieses setzt sich aus zwei gekreuzten Karabinern hinter einem Anker, umrandet von Eichenlaub zusammen. Neben dem Seebataillon haben nur noch die Jägertruppe des Heeres und das KSM ein goldenes Barettabzeichen – alle anderen Truppengattungen tragen silberne Embleme. Rekruten erhalten das Barett nach der dreimonatigen Grundausbildung (GA). Während der GA wird zum Feldanzug die Feldmütze getragen. Obwohl das blaue Barett ursprünglich nur für Angehörige der Verwendungsreihe 76 (Marineinfanterie) als Kopfbedeckung gedacht war, wird es heute auch von Marinesoldaten anderer Verwendungsreihen getragen. Soldaten der Verwendungsreihen 61 (Stabsdienst SKB), 63 (Materialbewirtschaftung SKB) und 73 (Kraftfahrdienst) erhalten nach bestandener Ausbildung außerdem das Barett. Es kann daher heute nicht mehr davon ausgegangen werden, dass jeder baretttragende Marinesoldat automatisch der Verwendungsreihe 76 (Marineinfanterie) angehört.
Die Uniform (erste Garnitur) von Mannschaften und Unteroffizieren wird durch einen runden Aufnäher bzw. metallene Aufstecker auf den Oberarmen der Matrosenblusen und der Anzugsjacken und den Schulterklappen am Dienstanzug mit einem klaren Anker gekennzeichnet. An der Uniform (erste Garnitur) wird der Aufnäher unter dem Dienstgradabzeichen aufgenäht und ist – wie auf der Abbildung zu sehen – in der Farbe dunkelblau, exakt dem gleichen Stoff wie der Anzug und mit goldfarbener Stickerei. Die Aufnäher der Blusen sind weiß mit dunkelblauer Stickerei. Während alle anderen Verwendungsbereiche ein entsprechendes Symbol im Anker führen (beim Marineführungsdienst z. B. ein Blitz, beim Marinefliegerdienst eine Schwinge), ist der Anker der Verwendungsreihe 76 klar.